# Reinach BL
| BL ist das Kürzel für den Kanton Basel-Landschaft in der Schweiz. Es wird verwendet, um Verwechslungen mit anderen Einträgen des Namens Reinach zu vermeiden. |

Reinach (ortsübliche Aussprache: Rynach, veraltet: Rynecht) ist eine politische Gemeinde im Bezirk Arlesheim des Kantons Basel-Landschaft in der Schweiz. Die nach Allschwil zweitgrösste Gemeinde des Kantons Basel-Landschaft grenzt im Norden an die Stadt Basel und liegt auf 303 m ü. M.

## Geografie
Reinach liegt am Südfuss des Bruderholz im Birstal und hat eine kurze Grenzverbindung mit der Stadt Basel. Die Ostgrenze der Gemeinde bildet der Fluss Birs mit seinem dichten Auenwald und der Reinacher Heide. Diese ist ein Vogelparadies und weist viele botanische Raritäten auf. Nachbargemeinden sind Arlesheim, Münchenstein, Bottmingen, Oberwil, Therwil, Aesch sowie die Stadt Basel und Dornach im Kanton Solothurn. Die Fläche des Gemeindegebiets beträgt 700 Hektaren, davon sind 29 % Landwirtschaftsfläche, 17 % Wald, 53 % Siedlungen und 1 % unproduktive Fläche.

## Geschichte

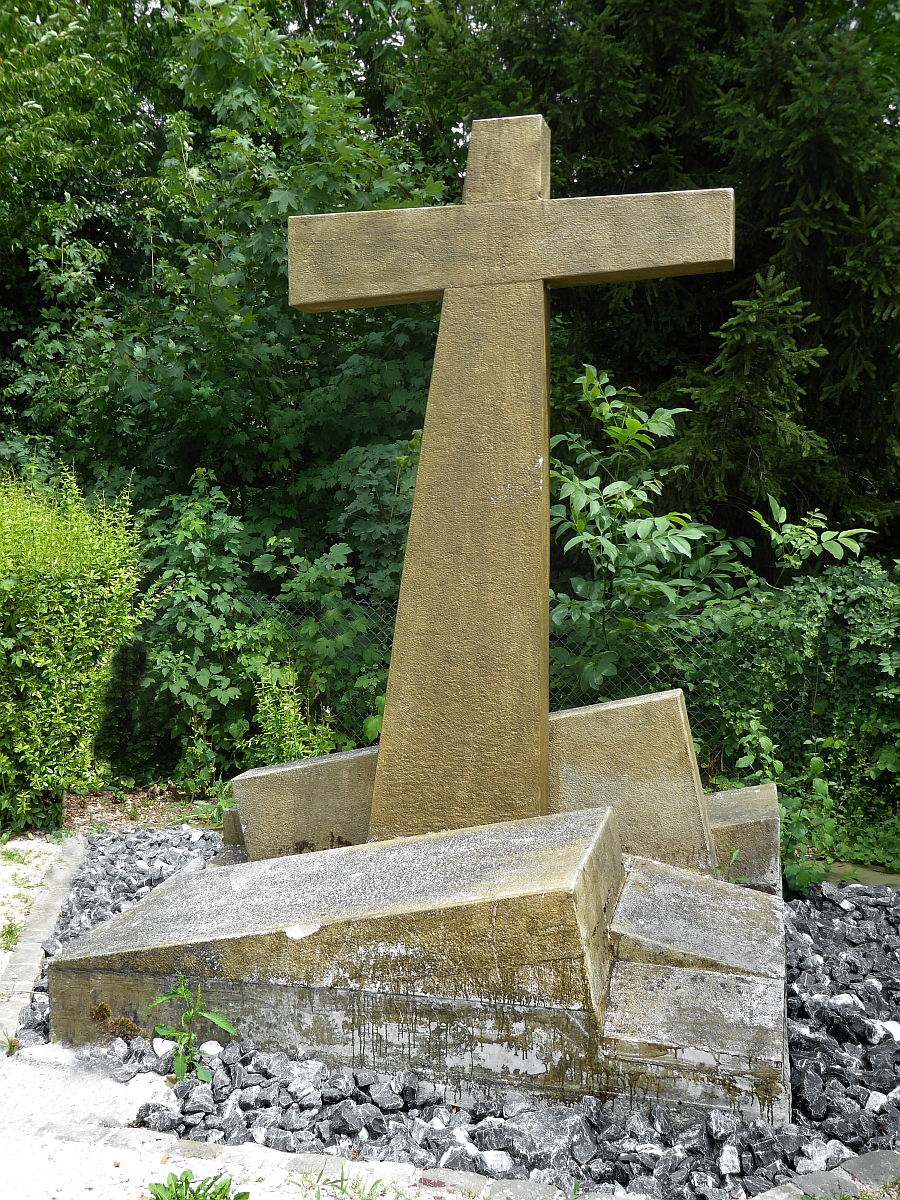
Reinacher Erdbebenkreuz, Standort, 47°30'10.8"N 7°36'07.5"E

Die ältesten archäologischen Funde (Gräber und Werkzeuge) gehen in die mittlere Steinzeit zurück. Im Ortsgebiet wurden in den Jahren 2002 bis 2005 Funde von etwa 7000 bis 800 v. Chr. gemacht; die Bronzezeit (1800 bis 800 v. Chr.) ist etwas spärlicher vertreten, aber Keramiken, ein Scherbenteppich vom Mausacker, Gräber und Schmuckstücke beweisen, dass Reinach auch in dieser Zeit besiedelt war. Auch aus der Latènezeit (800 bis 100 v. Chr.) fand man Gräber und aus der Römerzeit (ab 100 v. Chr.) Brandgräber, Münzen, Tafelgeschirr, Glasgefässe und vieles mehr. Eine stark stilisierte und verwitterte hallstattzeitliche Grabstele aus Sundgauer Molasse wurde 1973 in der Hubackerstrasse gefunden.
Die erste schriftliche Überlieferung, in welcher Reinach als Rinacho erwähnt wird, stammt aus der Regierungszeit von Ludwig Garewart, der von 1164 bis 1176 Bischof von Basel war. Im Jahr 1194 wurde vermerkt, dass Reinach zum Kloster Beinwil gehörte. Beim grossen Basler Erdbeben im Jahr 1356 wurde ein Grossteil des Dorfes zerstört. 1373 geriet das Bistum Basel in Schulden, und Reinach wurde an die Herren Hannemann und Ulrich von Ramstein verpfändet.
Als 1501 Basel der Alten Eidgenossenschaft beitrat, blieb Reinach ein Teil des Bistums Basel. Die Reinacher mussten bis 1511 nach Pfeffingen zur Kirche gehen und erhielten erst dann ihre eigene Pfarrei mit Dorfkirche. Ab 1525 war Reinach reformiert, kehrte aber 1595, unter dem Basler Bischof Jakob Christoph Blarer von Wartensee, wieder zum alten Glauben zurück. Reinach wurde zum wirtschaftlichen Zentrum, zum Sitz der Amtsschaffnerei und besass das Frucht- und Salzmagazin der beiden Vogteien Birseck und Pfeffingen.
Infolge der Französischen Revolution floh 1792 der Bischof von Basel, und das Birseck wurde von französischen Truppen besetzt. Unter französischer Herrschaft wurde Reinach dann für kurze Zeit Kantonshauptort des Département Mont-Terrible. Im Jahr 1800 wurde die Zahl der Départements reduziert, und das Dorf wurde nun von der Hauptstadt Colmar aus regiert. Erst mit dem Wiener Kongress von 1815, der das Birseck dem Kanton Basel und der Schweizerischen Eidgenossenschaft zusprach, wurde es enger mit der Schweiz verknüpft.
Während der Basler Kantonstrennung, der Auseinandersetzung zwischen der Stadt und der Landschaft, verhielten sich die Reinacher stadttreu, wurden dann aber 1833, mit dem übrigen Birseck, Teil des neuen Kantons Basel-Landschaft.
Mit seinen etwas mehr als 1200 Einwohnern war Reinach auch noch zu Beginn des 20. Jahrhunderts ein reines Bauerndorf. Der grosse Rebberg, der heute beinahe vollständig überbaut ist, gehörte zum Ortsbild. Noch bis in die 1930er Jahre war das heutige zentrale Schulgelände der Gemeinde mit dem Bachmatten-, dem Lochacker- und dem Weiermattschulhaus eine weite offene Flur. Es war, wie der Name andeutet, sumpfig und teilweise sogar mit Schilf bestanden, so dass sich auch Störche wohl fühlten.

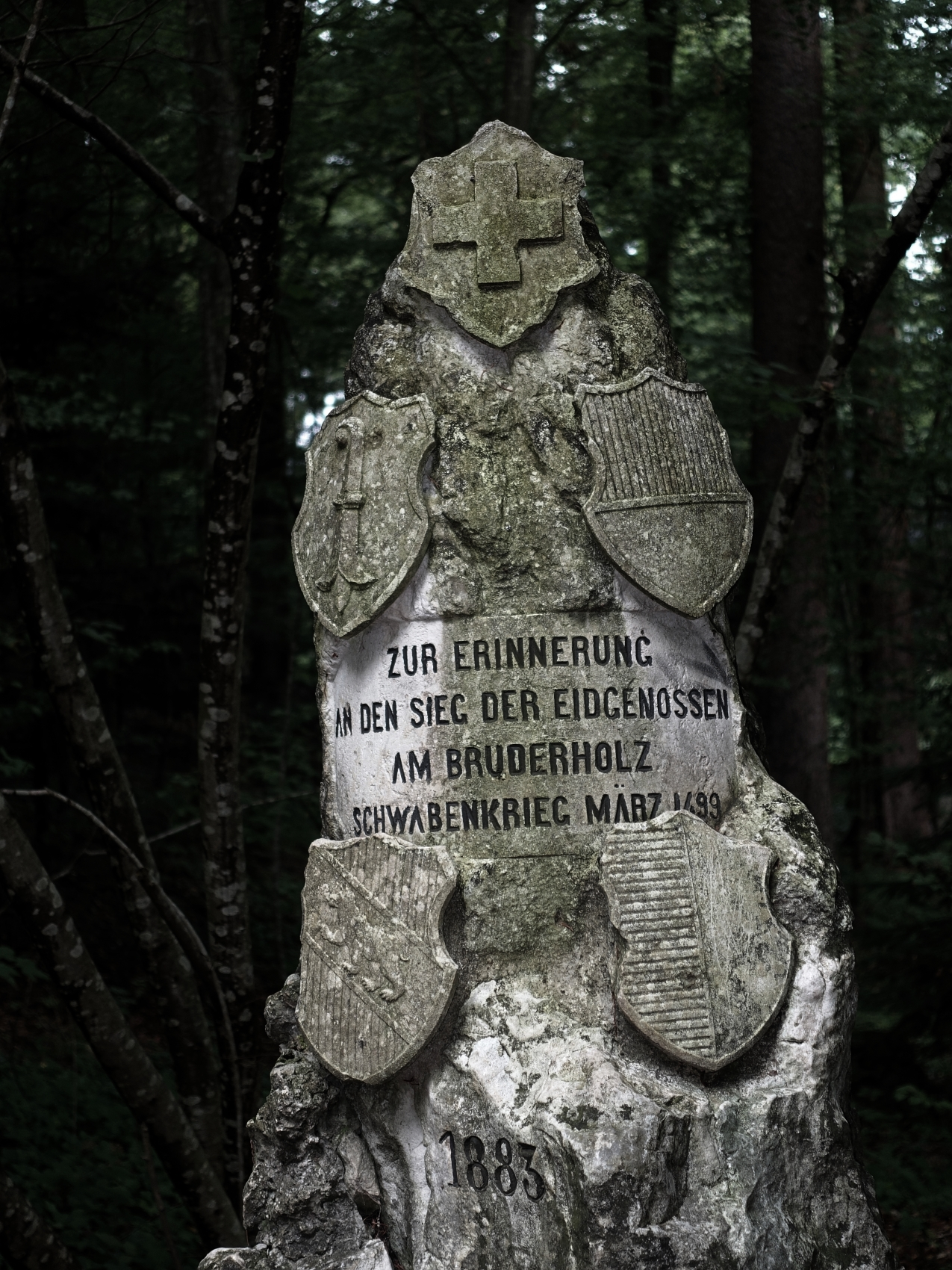
Denkmal zum Gefecht am Bruderholz

Den Beginn der deutlichen Reinacher Bevölkerungsentwicklung brachte das Jahr 1907, das der abseits der damaligen Jurabahn liegenden Gemeinde mit der Eröffnung der Trambahn Basel–Aesch erstmals Schienenanschluss an die nahegelegene Rheinstadt verschaffte. Reinachs Einwohnern boten sich jetzt einerseits die grossen Vorteile der näher gerückten Stadt mit deren Erwerbsmöglichkeiten und dem kulturellen Angebot, andererseits lockten auch ländliche Wohnruhe und grosse Baulandreserven immer mehr Neuzuzüger ins Birsecker Dorf. Mit der Motorisierung beschleunigte sich der Wandel vom Bauerndorf zur Pendler- und Agglomerationsortschaft noch mehr. Hatte 1950 das Dorf 3475 Einwohner, verfünffachte sich in den folgenden drei Jahrzehnten die Bevölkerung bis auf über 18'000.
Im Jahr 2024 erhielt Reinach als Teil der «Birsstadt» – im Verbund mit anderen (Nachbars-)Gemeinden entlang der Birs – den Wakkerpreis, die wichtigste Architekturauszeichnung der Schweiz.

## Wappen
Blasonierung
Gespalten; vorne in Silber ein roter Baselstab (Bischofsstab), hinten in Blau  drei pfahlweise gestellte goldene Kugeln
Die drei Kugeln sind die Attribute des Kirchenpatrons St. Nikolaus. Mit den Farben Silber und Blau betont der gespaltene Schild die Zugehörigkeit zum bischöflichen Amt Birseck; der rote Stab (ohne Krabben) erinnert überdies an das Bistum Basel.

## Bevölkerung
29,6 % der Bevölkerung sind römisch-katholisch, 24,6 % reformiert. Der Ausländeranteil beträgt 22,3 % (Stand Juni 2016).

## Wirtschaft
Reinach gehört zum Wirtschaftsraum Nordwestschweiz und zur Agglomeration Basel. Daher haben sich in den letzten Jahren viele bekannte Firmen in dieser Stadt niedergelassen. Besonders die beiden grosszügigen Industriezonen Kägen und Schönmatt bieten Raum dafür. Einen Vorteil bietet auch der Anschluss an die Talstrasse H18 (Autostrasse), welche ihrerseits Reinach mit Basel, dem Rest der Schweiz, Italien, Deutschland und Frankreich verbindet.
Im Abstand von etwa vier bis fünf Jahren führen die Reinacher Gewerbe-, Industrie- und Dienstleistungsbetriebe die AGIR (Ausstellung des Gewerbes und der Industrie Reinach) durch. Initiiert wurde diese KMU-Messe 1980 von Willi Baader (damaliger Präsident des Gewerbe- und Industrievereins Reinach) und Willy Goettin. 1982 wurde sie mit 70 Firmen zum ersten Mal durchgeführt. 2002 waren 130 Unternehmen vertreten.

## Politik
- Grüne: 2
- SP: 11
- GLP: 3
- Mitte: 6
- Salz: 1
- FDP: 8
- SVP: 9

Gemeindepräsident ist Ferdinand Pulver (FDP, Stand Juni 2025). Der Gemeinderat (Exekutive) setzt sich aus zwei Mitgliedern der SP, zwei der Mitte, zwei der FDP und einem der GLP zusammen (Stand 2024). Der Einwohnerrat bildet die Legislative. Die rechts stehende Grafik zeigt die Sitzverteilung nach der Wahl von 2024. Er setzt sich wie folgt zusammen:
| Anzahl Sitze      | 40           |
| Letzte Wahl       | 3. März 2024 |
| Legislaturperiode | 2024–2028    |
| Wahlberechtigte   | 13'168       |

| Partei                                | 2012 | 2016 | 2020 | 2024 |
| ------------------------------------- | ---- | ---- | ---- | ---- |
| Sozialdemokratische Partei (SP)       | 11   | 11   | 10   | 11   |
| Schweizerische Volkspartei (SVP)      | 9    | 11   | 9    | 9    |
| Freisinnig-Demokratische Partei (FDP) | 7    | 9    | 8    | 8    |
| Die Mitte (Mitte)                     | 6    | 5    | 5    | 6    |
| Grüne Partei (GPS)                    | 2    | 2    | 3    | 2    |
| Grünliberale Partei (GLP)             | 1    | 0    | 2    | 3    |
| Rynacher Salz (Salz)                  | –    | –    | –    | 1    |

Bei den Schweizer Parlamentswahlen 2023 betrugen die Wähleranteile in Reinach: SVP 26,3 % (2019 23,6 %), SP 25,2 % (23,2 %), FDP 17,2 % (18,0 %), Mitte 12,3 % (12,6 %), Grüne 7,9 % (14,7 %), GLP 6,5 % (5,2 %), EVP 1,9 % (2,6 %), EDU 0,6 % (–).

## Verkehr

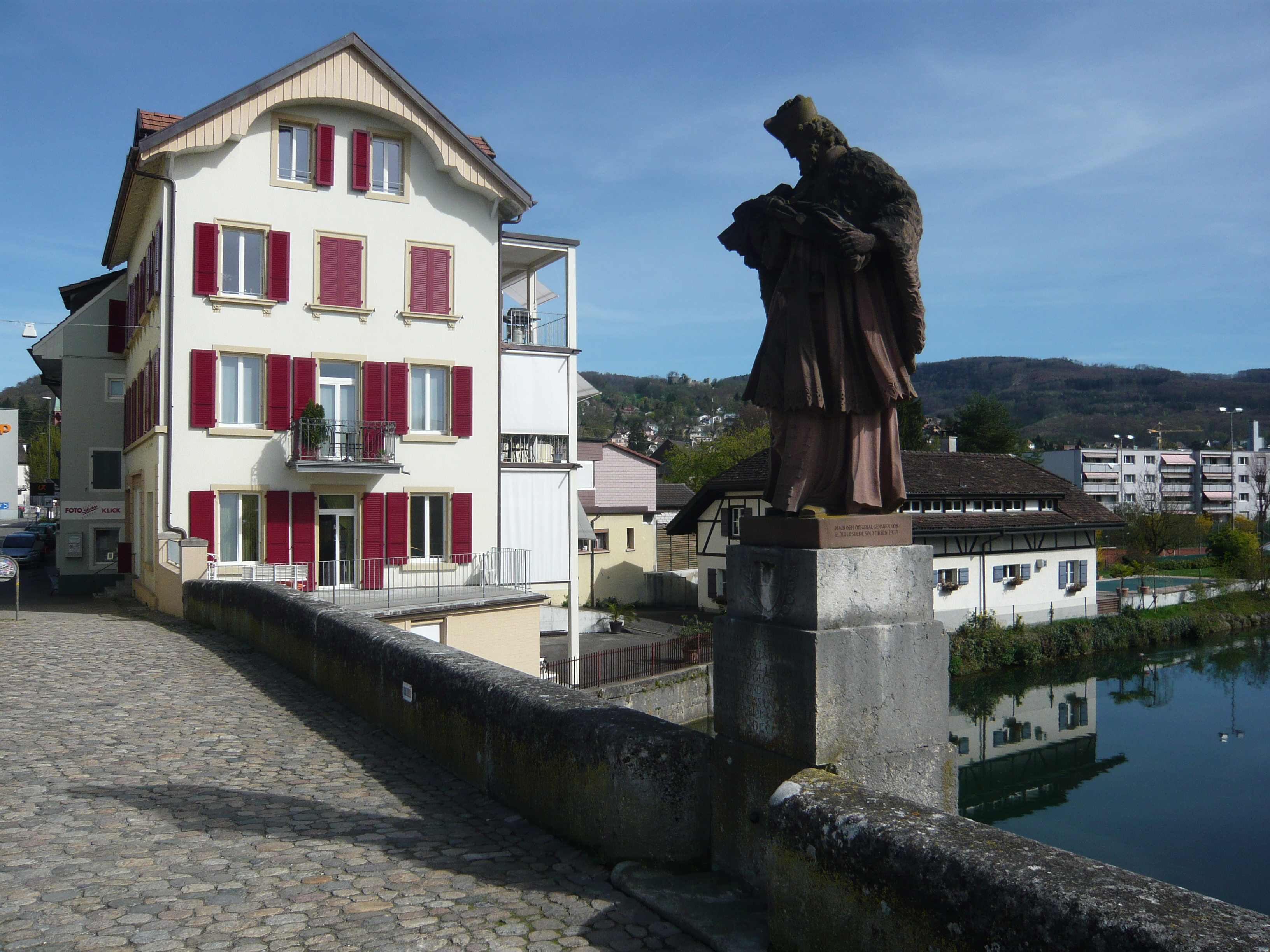
Die Nepomukbrücke als historischer Verkehrsweg zwischen Reinach und Dornach (SO), 1501

### Öffentlicher Verkehr
Reinach ist durch den öffentlichen Nahverkehr gut mit den Nachbargemeinden und der Stadt Basel verbunden. So durchquert die BLT-Tramlinie 11 die Stadt und stellt damit eine Verbindung mit Aesch und über Münchenstein mit dem Bahnhof Basel SBB sicher.
In ost-westlicher Richtung durchquert die Buslinie 64 die Stadt und verbindet sie mit dem Bahnhof Dornach-Arlesheim an der S-Bahn-Linie 3 der S-Bahn Basel und andererseits mit Therwil, Oberwil und Allschwil.
Das Gewerbegebiet Kägen wird seit dem 11. Dezember 2006 mit der Buslinie 62 erschlossen. Die Linie verkehrt ab Bahnhof Dornach-Arlesheim zum südlichen Rand des Gewerbegebiets und über Reinach Dorf weiter nach Therwil/Biel-Benken und von dort aus weiter nach Allschwil (nur jeder zweite Bus).

### Strasse
Mit der Hochleistungsstrasse H18 (ehemals J18) ist Reinach an das schweizerische Nationalstrassennetz (A2) angeschlossen und besitzt mit den beiden Anschlüssen Reinach Nord und Reinach Süd eine direkte Verbindung.

## Kultur
Die Vereine Kultur in Reinach und Arbeitsgruppen Lebendiges Reinach AGLR organisieren Kunstausstellungen, Musikveranstaltungen, Workshops oder Vorträge. Die Events finden im Gemeindehaus oder im Treffpunkt Leimgruberhaus statt. Dieses Haus ist seit der Renovation 2017 zu einem überregionalen Kultur- und Begegnungsort geworden.

## Sehenswürdigkeiten

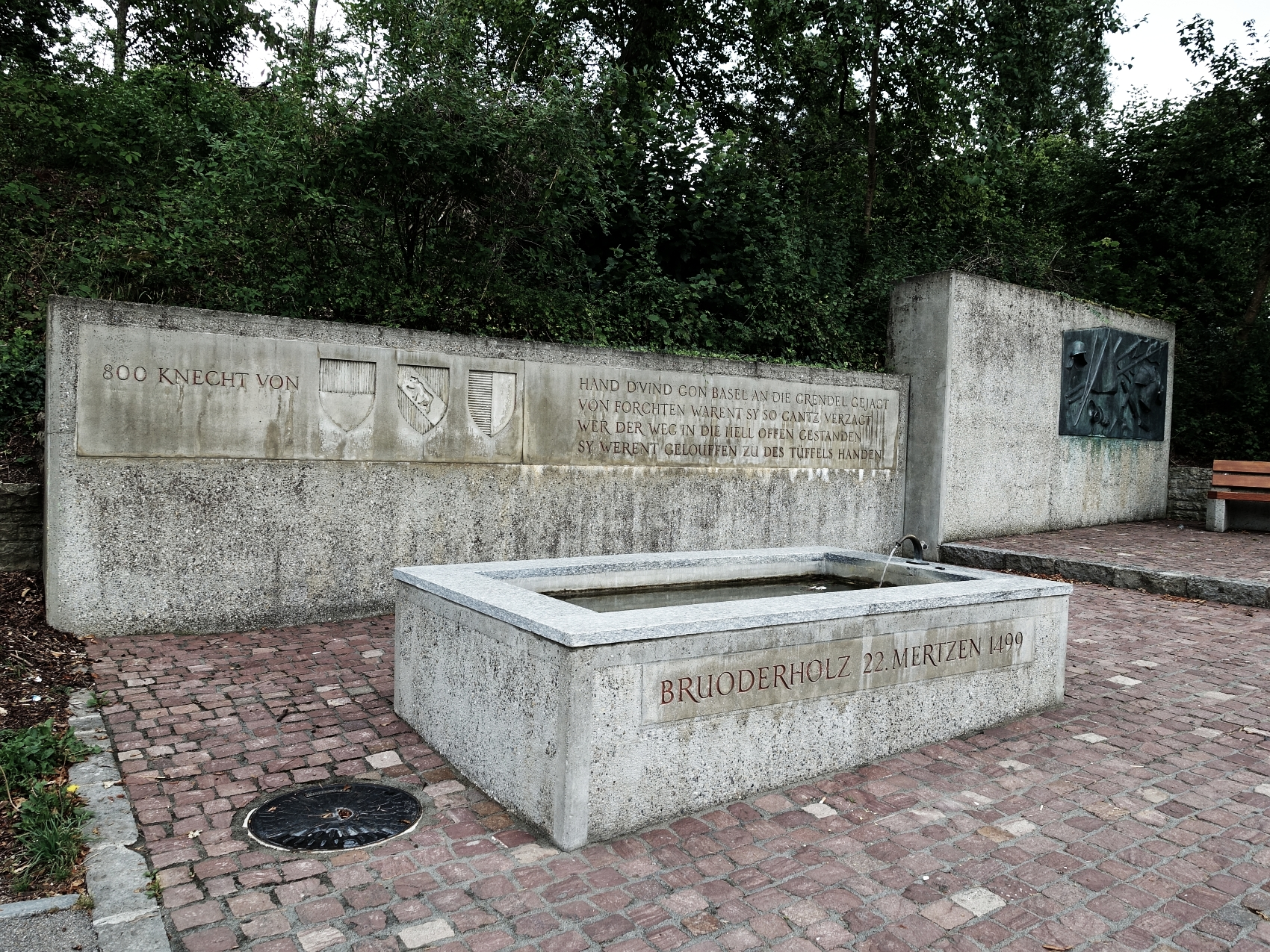
Bruderholzdenkmal von Louis Léon Weber

- Bruderholzdenkmal von 1959 zur Erinnerung an das Gefecht am Bruderholz im Schwabenkrieg von 1499
- Wegkreuz am Dorfausgang gegen Aesch, welches von Niklaus Kury (1737–1803) erstellt wurde
- Heimatmuseum in der Kirchgasse 9[11]
- Aussichtspunkt Rebberg, mit einer Panoramatafel
- Evangelisch-Reformierte Kirche, Architekt Ernst Gisel
- Holzskulpturenweg Leywald[12]
- Waldlehrpfad Leywald[13]
- Nepomukbrücke über die Birs nach Dornach

## Bilder

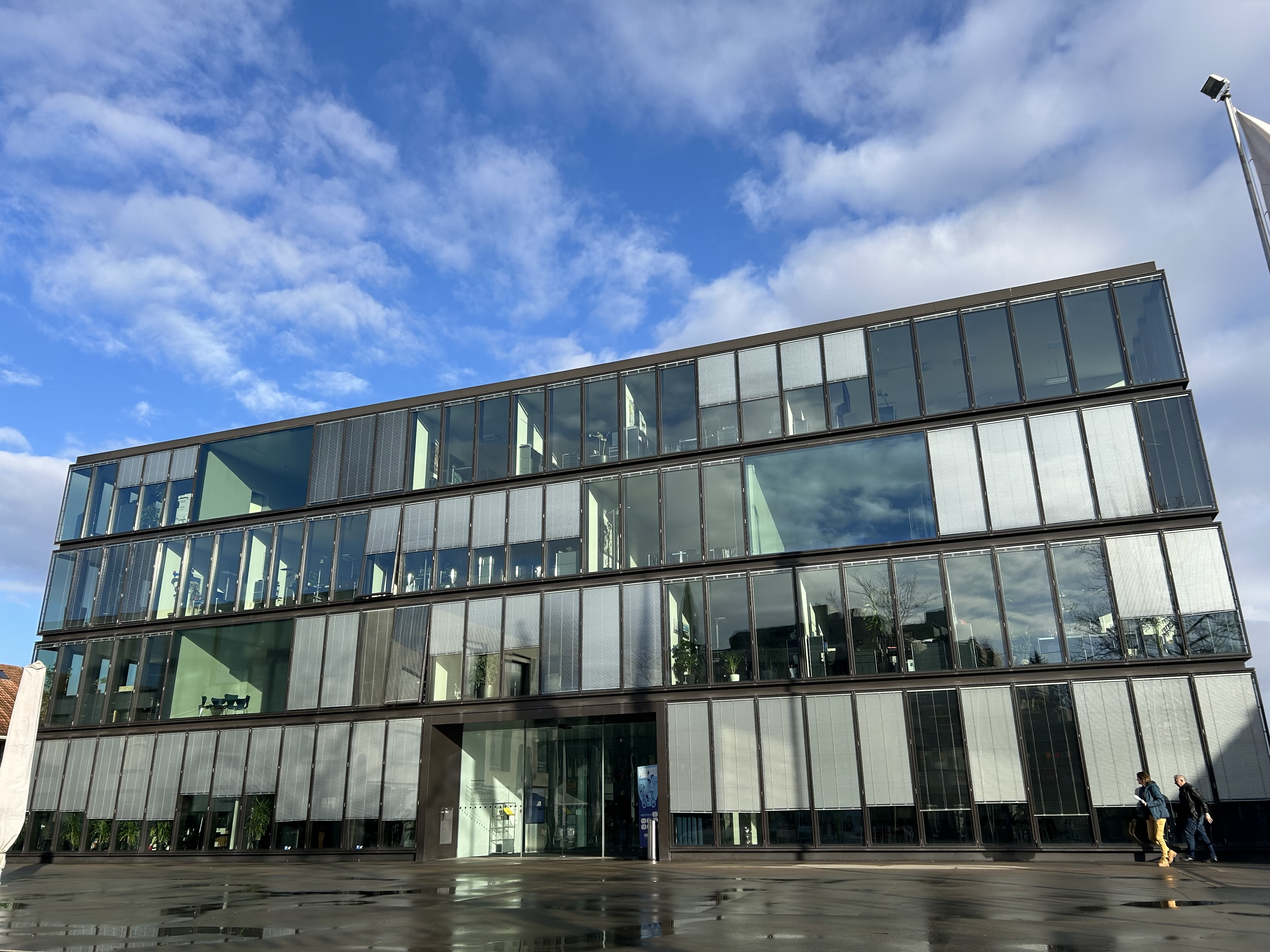
Hauptstrasse 10
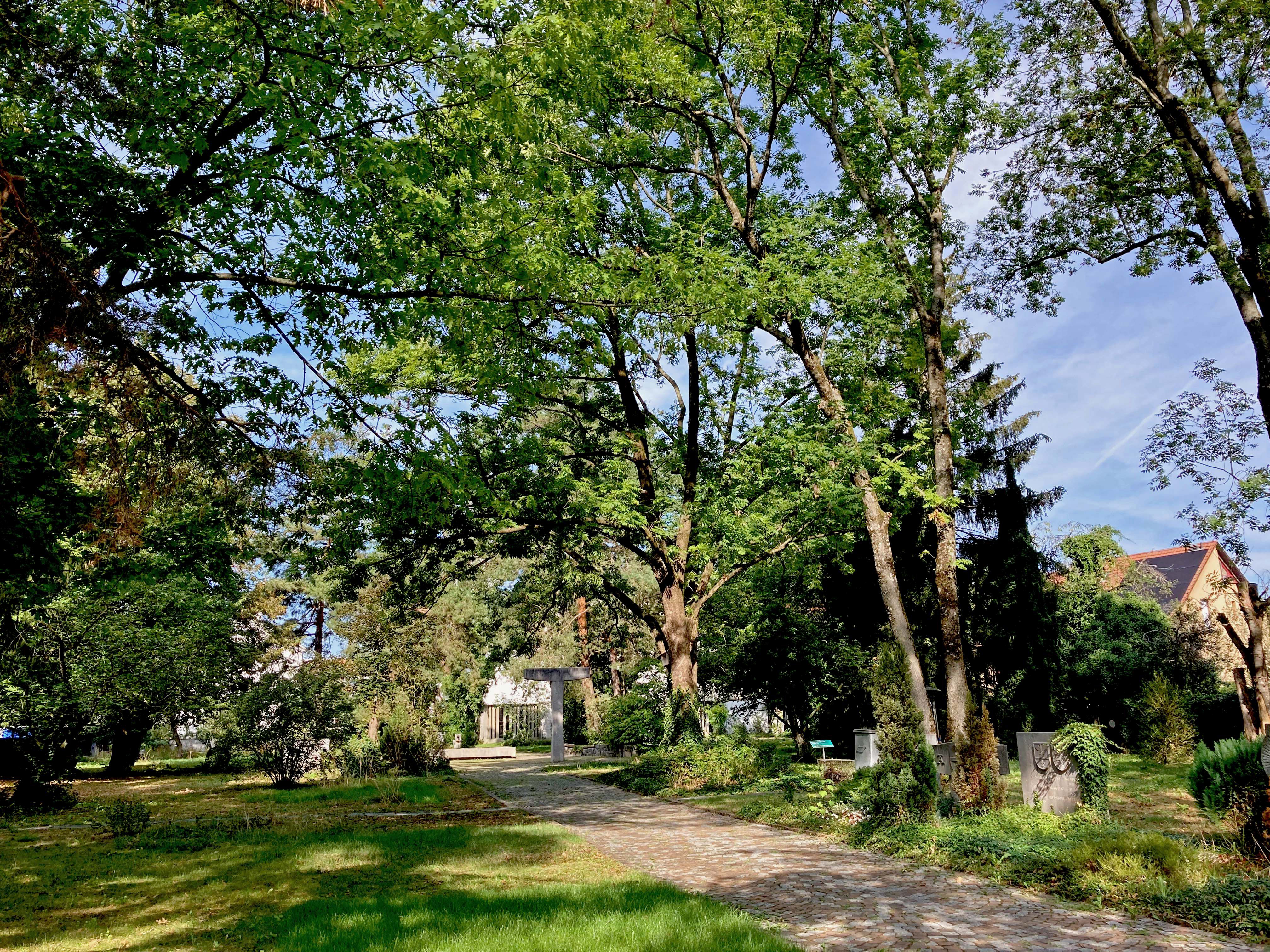
Alter Friedhof im Ortszentrum
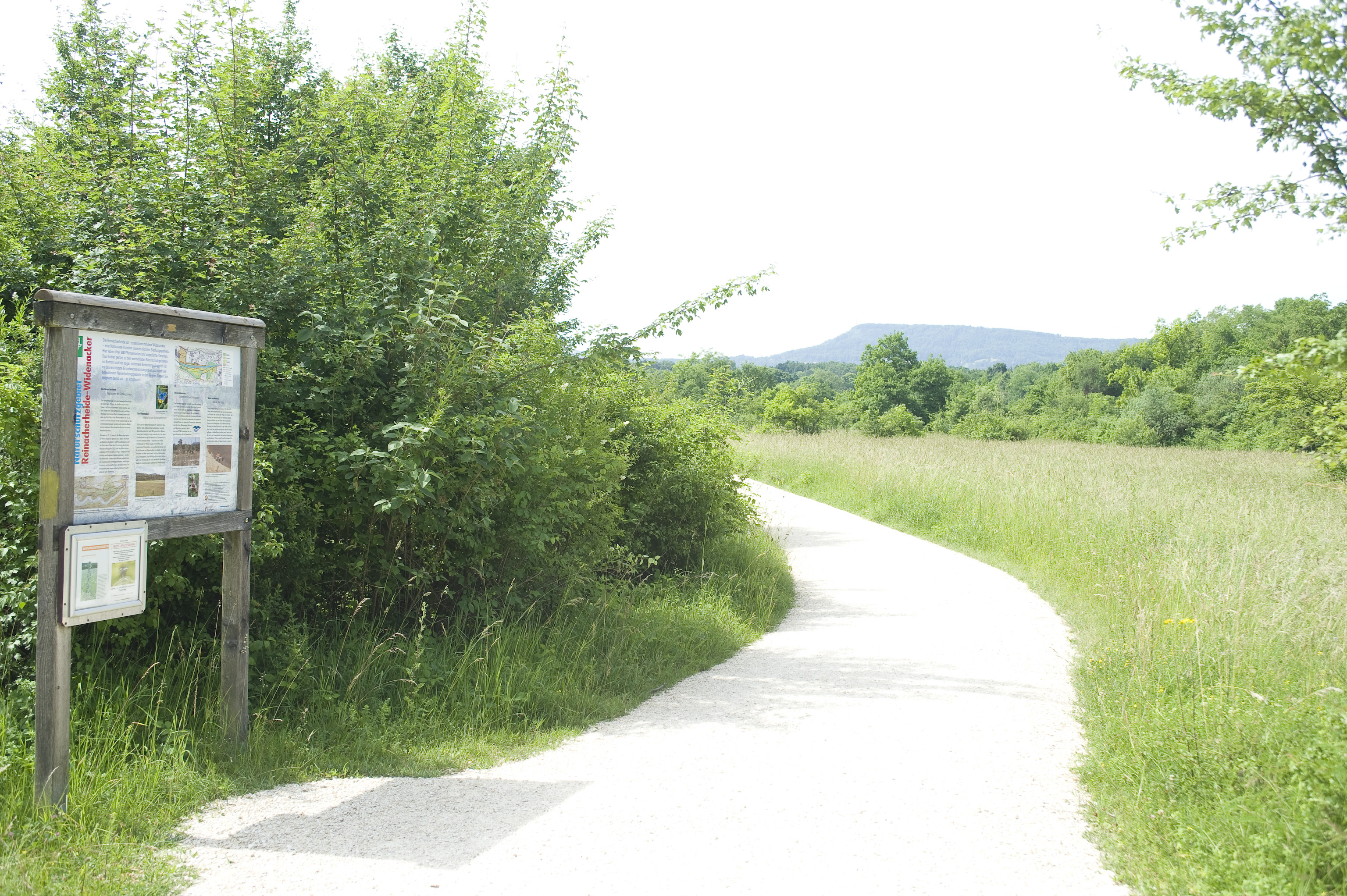
Reinacher Heide
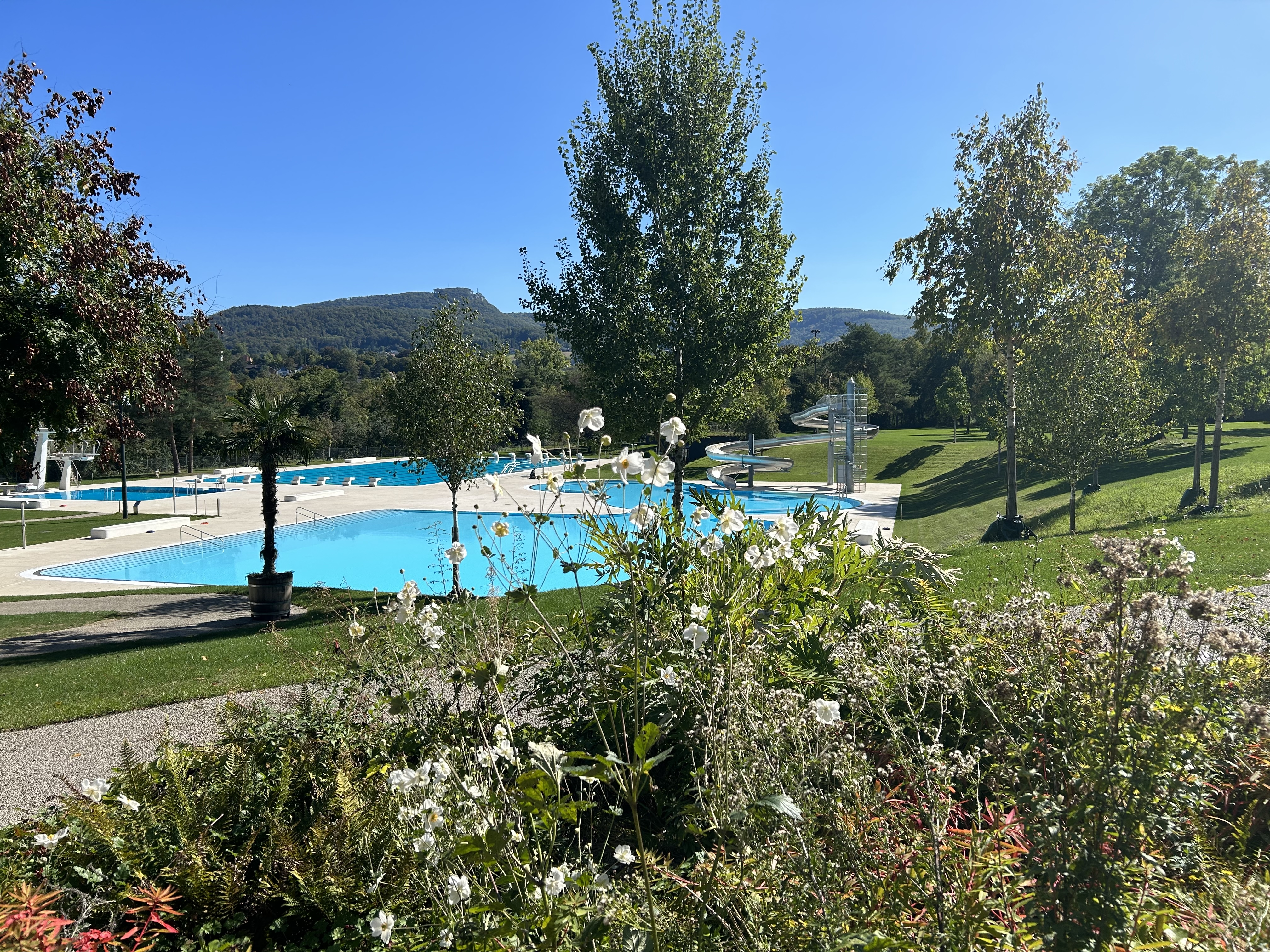
Gartenbad Reinach
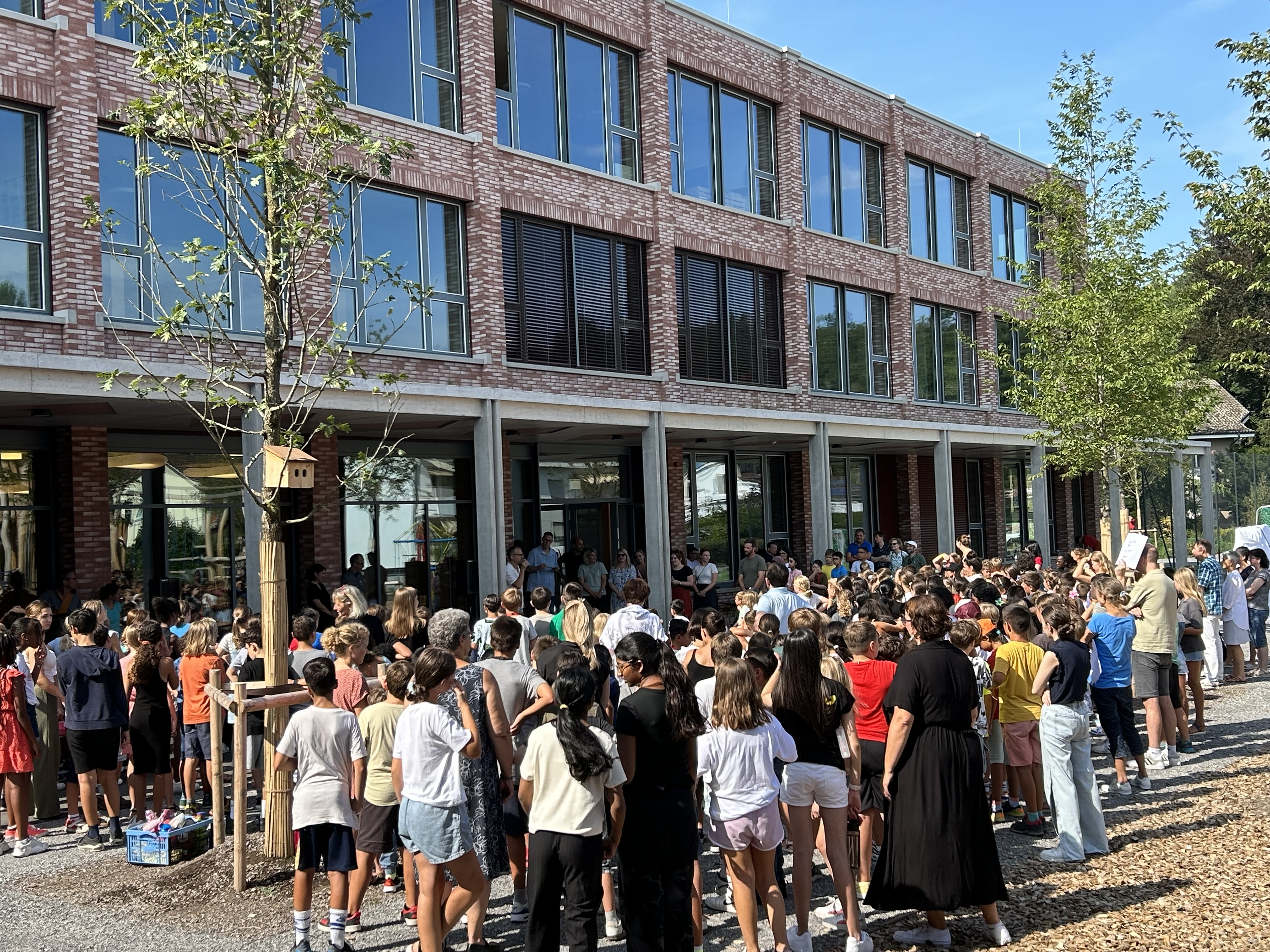
Schulhaus Surbaum
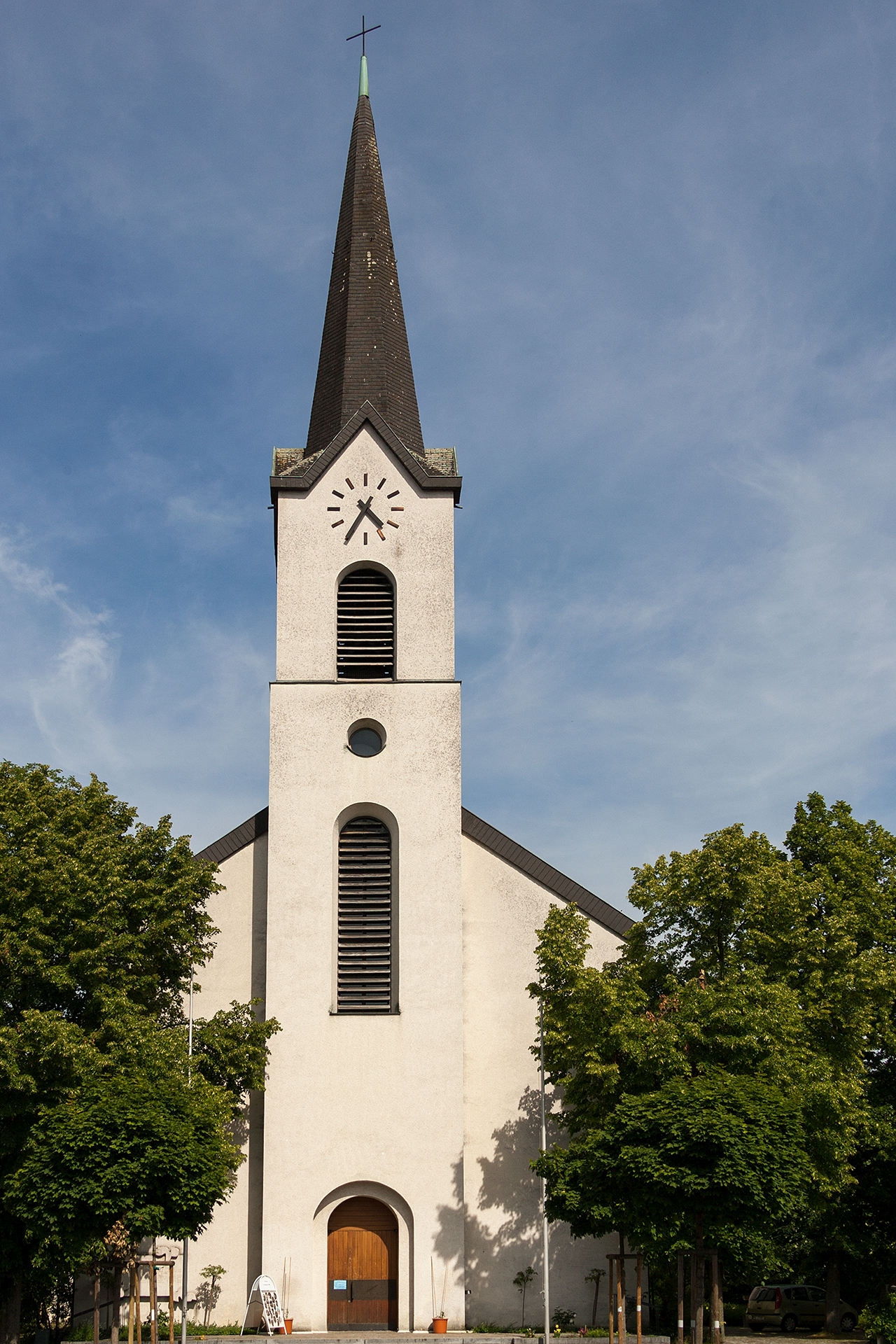
Katholische Kirche
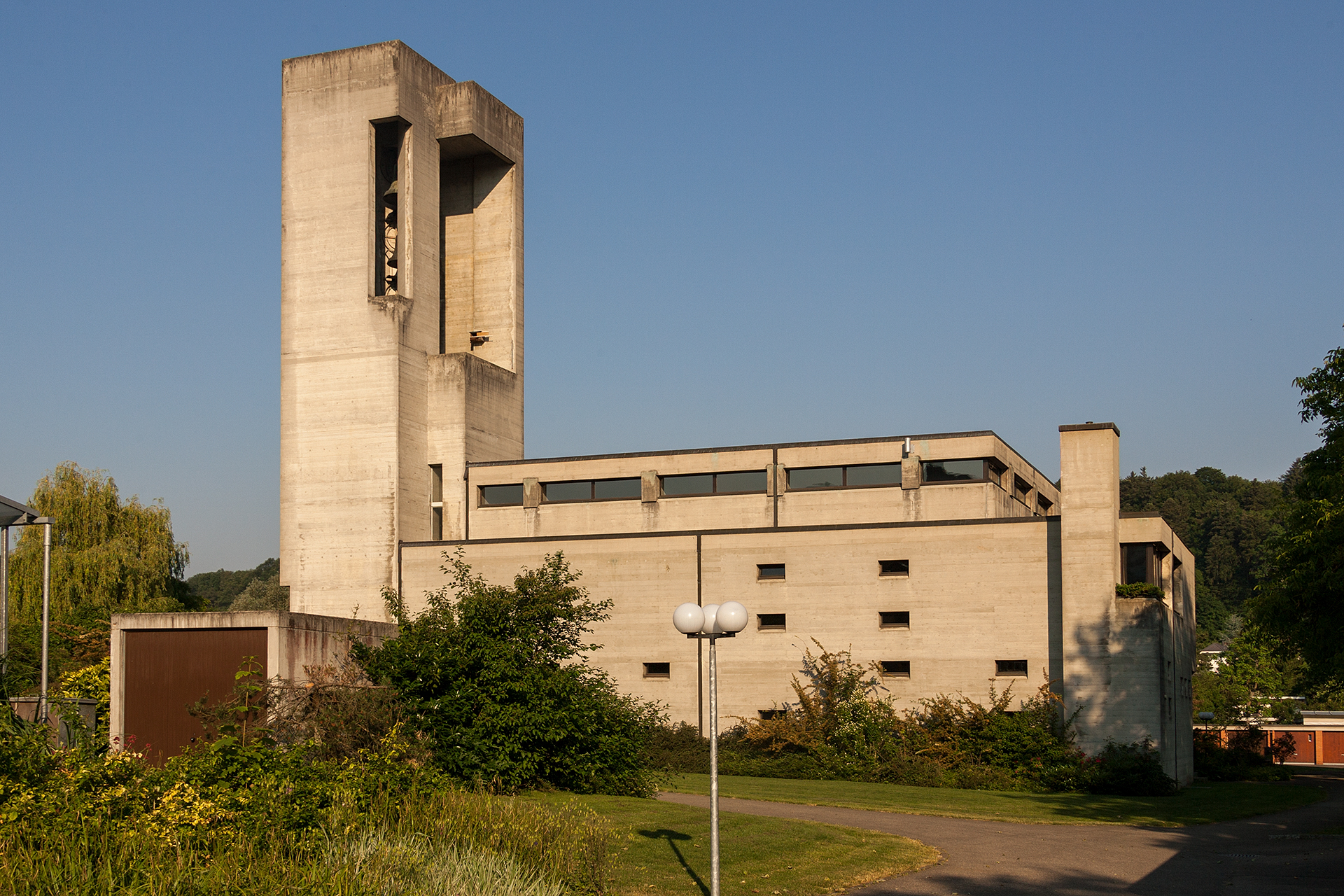
Reformierte Kirche

## Partnerschaften
Partnerstadt von Reinach ist Ostfildern in Deutschland.

## Persönlichkeiten
- Friedrich Walser, auch Walser-Hindermann (* 1841 in Reinach; † 1922 in Basel), Architekt
- Heinz Wirthensohn (* 1951), Schachspieler (Internationaler Meister)
- Ernst «Erni» Maissen (* 1958 in Reinach), Fussballnationalspieler
- Katrin Joos Reimer (* 1959), Einwohnerrätin, Landrätin (Grüne)
- Saskia Schenker (* 1979 in Reinach), Politikerin, Baselbieter Landrätin